# Paris-Zénith
Albums de Hubert-Félix Thiéfaine
Routes 88
(1988) En concert à Bercy
(1999)
Paris-Zénith est le quatrième album en public d'Hubert-Félix Thiéfaine. Il a été enregistré au Zénith de Paris le 15 octobre 1994 et publié en 1995.

## Pistes

### Disque 1
1. Y a quelqu'intro
2. La Terre tremble
3. Paranoïd game
4. Est-ce ta première fin de millénaire
5. Animal en quarantaine
6. Les Mouches bleues
7. Les Dingues et les Paumés
8. Pulque mescal y tequila
9. Medley 1 : Lorelei Sebasto Cha, Mathématiques souterraines, Exil sur planète fantôme, La Fille du coupeur de joints
10. Enfermé dans les cabinets (avec la fille mineure des 80 chasseurs)
11. Fin de partie

### Disque 2
1. La dèche, le twist et le reste
2. La Solitude (paroles et musique : Léo Ferré)
3. Alligators 427
4. Je t'en remets au vent
5. Crépuscule transfert
6. Medley 2 : Was ist das rock'n'roll, Zone chaude môme,  Bipède à station verticale, Narcisse 81, Soleil cherche futur, Sweet amanite phalloïde queen
7. Série de sept rêves en crash position
8. Encore un petit café
9. Pogo sur la deadline

## Crédits
- Chant, guitares, piano : Hubert-Félix Thiéfaine
- Guitares, chœur : Marc Demelemester dit « Rocky »
- Guitares, piano, chœur : François « Serge » Chauvin dit « Super Beethov »
- Claviers, chœur : Christophe Mazen dit « Le fourbe »
- Batterie, tambour : Jean-Louis Suschetet dit « L'abominable docteur Petio »
- Basse, clarinette, violon chinois : Marcel Aubé dit « Chichon »
- Harmonica : Jean-Louis Mongin dit « lofficiel »